# نظامیه علمیه و ادبیه
روزنامهٔ نظامیه علمیه و ادبیه نخستین نشریهٔ آموزشگاهی ایران به زبان فارسی است که به سال ۱۲۹۳ (قمری) در دورهٔ نخست‌وزیری میرزا حسین خان سپهسالار و به دستور وی، در مدرسهٔ نظامی اتاماژور تهران آغاز به انتشار کرد. برای نخستین بار در تاریخ مطبوعات ایران، زبان فارسی ساده و غیرادیبانه در نگارش این نشریه به کار گرفته شد، چرا که مخاطبانش اغلب کم‌سن و بچه‌مدرسه‌ای بودند.